# Elena Žalinkevičaitė
Elena Žalinkevičaitė-Petrauskienė, née le 23 juillet 1900 à Padustėlis (Empire Russe) et morte le 23 mai 1986 à Vilnius, est une actrice et écrivaine lituanienne .

## Biographie

### Formation
Elena Žalinkevičaitė suit les enseignements de l'école de musique de Kaunas et est diplômé de l' école de théâtre Sutkaus en 1922.

### Carrière artistique
Elena Žalinkevičaitė joue de nombreux rôles tels que Claudine dans George Dandin ou le Mari confondu de Molière ou Polina dans Une place lucrative d'Ostrovski (1938).
Elle prend sa retraite en Allemagne en 1948 où elle travaillait pour le Théâtre dramatique lituanien d'Augsbourg). Elle joue au Théâtre dramatique musical de Kaunas puis en devient en 1950 directrice de la chanson et de la danse folklorique. En 1956, elle est directrice du Théâtre dramatique lituanien.

### Seconde guerre mondiale
En 1942, on demande à son mari de cacher une petite fille juive, Dana Pomeranz, ce que le couple accepte. Pour mieux cacher la fille, Elena et son mari quittent la ville, s'installent d'abord dans un village lituanien, puis en Autriche puis en Allemagne.
En 1947, ils reviennent en Lituanie, retrouvent les parents de Dana et la rendent.

### Vie privée
Elena Žalinkevičaitė est mariée avec le ténor lituanien Kipras Petrauskas,.

## Hommage
En 1999, Elena et son mari sont tous les deux reconnus par Yad Vashem comme Juste parmi les Nations.